# 1941 en Saskatchewan
Chronologie de la Saskatchewan
- 1937
- 1938
- 1939
- 1940
- 1941
- 1942
- 1943
- 1944
- 1945

Cette page concerne des événements d'actualité qui se sont produits durant l'année 1941 dans la province canadienne de la Saskatchewan.

## Politique
- Premier ministre : William John Patterson
- Chef de l'Opposition :
- Lieutenant-gouverneur : Archibald Peter McNab
- Législature :

## Naissances
- 28 juillet : Robert (Bob) Mills, B.A. (né  à Young, Saskatchewan) est un homme politique canadien ; il est actuellement député à la Chambre des communes du Canada, représentant la circonscription albertaine de Red Deer depuis l'élection fédérale de 1993. Il est membre du Parti conservateur du Canada.

- 14 août : Barry Trapp (né à Balcarres) est un joueur professionnel de hockey sur glace canadien.